# Halit Balamir
Halit Balamir (* 1922 in Gümüşhane; † 2. März 2009 in Ankara) war ein türkischer Ringer.

## Biografie
Halit Balamir gewann bei den Olympischen Sommerspielen 1948 im Fliegengewicht des Freistilringens die Silbermedaille.